# Jasminum polyanthum
Il gelsomino marzolino (Jasminum polyanthum Franch., 1891) è una pianta della famiglia delle Oleacee, diffusa in Cina e  Birmania. È una pianta rampicante vigorosa e rustica, alta fino a 6 m se coltivata in piena terra, che d'inverno e in primavera produce numerosi grappoli di fiori bianchi esternamente rosati, profumati.

## Descrizione
Produce una grande abbondanza di boccioli esternamente rosati tra il tardo inverno e l'inizio della primavera, che risultano a loro volta in fiori bianchi a cinque petali a forma di stella, del diametro di circa 2 cm.